# Antonio Brack
Antonio José Brack Egg (Villa Rica, 3 de junho de 1940 - Lima, 30 de dezembro de 2013) foi um político e biólogo peruano. Ministro do Meio Ambiente do governo de Alan García.

## Obras
- Desarrollo sostenido de la selva : un manual técnico para promotores y extensionistas Perú (1990).
- La sierra del Perú: pobreza y posibilidades (1994).
- Amazonía: desarrollo y sustentabilidad (1994-1995).
- El ambiente en que vivimos (1975).
- Gran geografía del Perú: naturaleza y hombre (1996).
- Kuntursuyu: el territorio del condor (1996).
- Uturunkusuyo: el territorio del jaguar (1996).
- Pobreza y manejo adecuado de los recursos en la Amazonía peruana: respuesta (1997).
- Amazonía peruana comunidades indígenas, conocimientos y tierras tituladas: atlas y base de datos (1997).
- Dinámicas territoriales: afirmación de las ciudades intermedias y surgimiento de los espacios locales (1999).
- Diccionario enciclopédico de las plantas útiles del Perú (1999).
- Biodiversidad y ambiente en el Perú (2000).
- El medio ambiente en el Perú (2000).
- Ecología del Perú (2000).
- Perú maravilloso (2002).
- Legado del Perú andino (2002).
- Perú: diez mil años de domesticación - plantas y animales domésticados - láminas didácticas (2003).
- Perú: diez mil años de domesticación (2003).
- Perú: País de bosques (incluyen fotografías hechas por el autor) (2009)